# Charles McKenzie
 (mars 2025).
Pour les articles homonymes, voir MacKenzie et McKenzie.
Charles McKenzie, né en 1778 et mort en 1855 est un  commerçant de fourrures canadien d'origine écossaise. Il travaille pour le compte de la Compagnie du Nord-Ouest, sur les rives du Missouri en companie des Mandans et Hidatsas, puis entra au service de la Compagnie de la Baie d'Hudson et travailla au lac Seul.

## Postérité
Son journal de son séjour au Fort Mandan (Dakota du Nord) entre 1804-1805 fut publié entre 1889 et 1890. Il y décrit en autre sa rencontre avec l’expédition de Lewis et Clark.